# Rokal
Das Unternehmen ROKAL (Kunstwort aus: RObert KAhrmann Lobberich (heute Stadt Nettetal)) war von 1948 bis 1974 der erste westeuropäische Großserienhersteller von Modelleisenbahnen der Spur TT (Table Top). Neben Modellbahnen fertigte der Betrieb auch Badezimmerarmaturen sowie später Vergaser und Zierleisten für die Automobilindustrie.

## Die Geschichte der ROKAL-Bahn

### Vorgeschichte 1946 bis 1948
Der Niederspannungstechniker und Diplomingenieur Eugen Engelhardt aus Geneiken, einem kleinen Ort in der Nähe von Mönchengladbach, teilte im zertrümmerten Nachkriegsdeutschland mit vielen anderen das Problem der Arbeitslosigkeit und den täglichen Kampf ums Überleben für sich und seine Familie. Anfang 1946 hörte Engelhardt in einer Nachrichtenmeldung im Radio, dass in der britischen Besatzungszone die Herstellung von Spielzeug freigegeben wurde. Es war das auslösende Moment für eine spontane Idee: '„Ich baue eine Eisenbahn!“, rief er seiner Frau zu. Engelhardt setzte sich an den Küchentisch und fertigte seine erste Konstruktionszeichnung einer elektrisch angetriebenen Modelldampflok.
Gleichzeitig hatte Engelhard auch schon eine Marketingidee. Seine Modelleisenbahn sollte an die beengten Wohnverhältnisse im Nachkriegsdeutschland angepasst sein. Darum musste sie kleiner als die bereits bekannten H0-Bahnen werden. Aber „anpacken“ – wie Engelhard es nannte – sollte man sie auch können. (Schließlich wurden Modelleisenbahnen damals noch für Kinder als Zielgruppe konzipiert.) Überlegungen, eine Spurweite von 8 mm zu wählen, wurden schnell als zu klein verworfen, so entstand das Maß einer 12-mm-Spur für seine Eisenbahn, die später als Spur TT Bekanntheit erlangte. Es ist nicht bekannt, ob Engelhardt Kenntnisse von Parallelentwicklungen hatte: Harold L. Joyce in den USA, Firma WESA in der Schweiz (13-mm-Spur), die Comet-Bahn der Freiburger Firma Lytax und die Stuttgarter Löhmann-Präzix-Bahn (beide 12-mm-Spur).
Bereits im Frühjahr 1946 war nach seiner Konstruktionszeichnung ein funktionsfähiges Handmuster entstanden. Allein dies war bereits eine bemerkenswerte Leistung Engelhardts, wenn man die Versorgungslage jener Zeit bedenkt: Der Motor war aus zurechtgefeilten Blechen einer Konservendose entstanden; der lackierte Wicklungsdraht entstammte einer elektrischen Türklingel. Der Wecker der Großmutter spendete die Antriebszahnräder, und die Achsen der Räder waren Stricknadeln. Professionelle Hilfe brauchte Engelhardt für die Räder seiner Musterlok. Gedreht wurden sie aus Messing in einer Schlosserei auf einer Drehbank von der Größe, die auch echte Eisenbahnräder hätte herstellen können. Handgeschnitzt entstand noch der Körper der Lok aus Holz, mit schwarzer Schuhcreme eingefärbt.
Aus gebogenen Gardinenstangen entstanden die Gleise, die auf einem Brett fixiert wurden, und ein Klingeltrafo mit 8 Volt Wechselspannung diente zur Stromversorgung. Damit waren alle Voraussetzungen für die Jungfernfahrt gegeben. Die kleine Lok fuhr auf Anhieb und ohne Stottern.
Der Anfang war gemacht, aber ein verkaufsfähiges Produkt war das noch nicht, schon gar nicht, um in Serie hergestellt zu werden. Dazu benötigte man Spritzgusstechnik und vor allem Geld, das Engelhardt nicht hatte. Die Suche nach einem Unternehmen, das sich mit Formenbau und Spritzguss auskannte, führte Engelhardt nach Lobberich am Niederrhein zum Unternehmen von Robert Kahrmann, das Zinkspritzgussteile für Sanitärarmaturen fertigte und dafür auch die Formen anfertigte.
Im Mai 1946 stand Engelhardt zum ersten Mal im Büro von Robert Kahrmann. Auf dessen Schreibtisch wurde das Gleisbrett platziert, die Lok darauf, den Stecker in die Steckdose – und wieder drehte Engelhardts Musterlok „little railway BABY“ zuverlässig Runde um Runde. Kahrmann sah der kleinen Lok interessiert zu und verkündete dann: „Herr Engelhardt, die bauen wir zusammen, wenn Sie wollen!“
Während Engelhard sich umgehend daran machte, aus seiner Musterlok die erste in Serie produzierbare Lokomotive zu entwickeln, ließ Kahrmann eine rund 40 Quadratmeter große Garage herrichten, in der die Modellbahnproduktion beginnen sollte. Parallel dazu begann Engelhardt auch mit der notwendigen Entwicklung von Personenwaggons und professionellen Gleisen – im Jahr 1946 keine leichte Aufgabe.
Die Zeichnungsvorlage für einen Personenwagen entstand z. B. mittels Notizblock und Bleistift am Bahnübergang in Geneicken. Hier fuhr täglich um 16 Uhr der Nord-Süd-Express der Alliierten in mäßigem Tempo vorbei. Engelhardt zeichnete so in mehreren Etappen die Gestalt der Waggons, zählte Fenster und notierte weitere Details, bis er daraus eine Konstruktionszeichnung für den Formenbau herstellen konnte.
Ein weiteres und weitaus größeres Problem galt es bei der serienmäßigen Herstellung der Schienen zu lösen. Für die Fräsarbeiten an den Formen der Schwellenbänder, und hier insbesondere die der Weichen, hatte niemand so recht das Know-how an der bei Kahrmann vorhandenen Universal-Fräsmaschine. Der Zufall schaffte Abhilfe.
Eine befreundete Firma Kahrmanns, die Gelsenkirchener Firma Wildfang, war durch einen Brand teilweise lahmgelegt. Wildfang hatte aber einen Auftrag zur Herstellung von Kinderwagenrädern, für die Spritzformen benötigt wurden. Kahrmann stellte Wildfang seine Universalfräsmaschine zur Verfügung, um darauf die Formen herzustellen. Dazu kam ein Mitarbeiter der Gelsenkirchener Firma, Herr Nehm, nach Lobberich. Dieser besaß auch das Know-how zum Fräsen der Formteile für die Schwellenbänder. Freiwillig fräste er neben seiner Tagschicht nachts auch noch die Formen für die Schwellenbänder der Schienen und Weichen; Herr Thieme von ROKAL sagte ihm jede Nacht die Maße aus seiner Positiv-Zeichnung an, die Nehm dann negativ fräste.
Zu Weihnachten des Jahres 1948 war es dann soweit. Die erste Zugpackung in der Spurweite TT mit dem Namen ROKAL war fertig. In einem Holzkasten mit Schiebedeckel, der später noch einen Aufkleber mit einer Abbildung bekam, auf der auch Robert Kahrmanns Enkel abgebildet war, lagen eine Schlepptenderlok, drei Personenwagen, ein regelbarer Wechselstromtrafo, Gleise und Werkzeug (Schraubendreher, Pinzette und Ölfläschchen). Etwa 150 Stück sollen von dieser Erstausgabe gefertigt worden sein. Diese gelangten jedoch nicht in den Handel, sondern wurden von Kahrmann überwiegend an Geschäftsfreunde verschenkt.

### Die Jahre 1949 bis 1974
Den ersten „großen“ Auftritt erhielt die „kleine Elektrobahn“ im August 1949 auf der Exportmesse in Hannover. Neben dem Stand von Käthe Kruses Puppen führte ROKAL auf einer kleinen gestalteten Anlage seine TT-Bahn einem internationalen Publikum vor. Die oben erwähnte Zugpackung wurde dazu für 108,- DM (damals etwa der Monatslohn eines Arbeiters) angeboten.
Engelhardt, der geistige Vater der ROKAL-Bahn, verließ rund ein Jahr später – im März 1950 – das Unternehmen ROKAL. Vorher hatte es Meinungsverschiedenheiten zwischen ihm und Robert Kahrmann gegeben.
Die TT-Bahn wurde nach anfänglichen Vertriebsproblemen – das neue Produkt war schwer zu etablieren – bei den Kunden immer beliebter. Ende 1949 entschloss man sich, den komplizierten und produktionstechnisch teuren Wechselstromantrieb aufzugeben und künftig mit Gleichstrom zu fahren.
Das wahre Zugpferd des Erfolges war der gegenüber H0 kleinere Maßstab von 1:120 – anfänglich von ROKAL mit 1:125 angegeben. Engelhardts Marketingkonzept einer platzsparenden Bahn für die beengten Wohnverhältnisse im Nachkriegsdeutschland ging voll auf. Zum Erfolg trug auch die wachsende Modellpalette bei. Auch an der Verbesserung der Modelle wurde gearbeitet. Zum Beispiel montierte man ab 1958 nicht mehr den reparaturanfälligen Schneckenantrieb, sondern nur noch einen Motor mit Zahnradantrieb.
Ab 1960 hielt auch der Kunststoff Einzug bei den ROKAL-Modellen.
Im Jahr 1960 kam die ersten noch kleineren elektrischen Modelleisenbahnen von Großserienhersteller auf den Markt: Das Unternehmen K. Arnold aus Nürnberg präsentierte auf der Spielwarenmesse in Nürnberg eine Modelleisenbahn mit einer Spurweite von 9 mm im Maßstab von 1:200, nachdem zuvor die Britische Firma Die Casting Machine Tools eine Modelleisenbahn ebenfalls auf einer Spurweite von 9 mm, jedoch in dem in Grossbritannien seit Ende den 1920er Jahren bekannten Maßstab von 1:152,4 (2 mm Scale) präsentierte. 1962 änderte Arnold den Maßstab auf 1:160 und führte 1963 eine auf dem Patent der Rokal Klauenkupplung basierende bauähnlichen Klauenkupplung für seine Produkte ein. 1964 wurde dann die kleine Modelleisenbahn von Arnold mit einer Spurweite von 9 mm im Maßstab von 1:160 als Spur N in die Normen Europäischer Modellbahnen aufgenommen. Ebenso die Klauenkupplung von Arnold. Rokal’s Marktanteil in Deutschland halbierte sich im Zeitraum von etwa 1960 von rund 4 % bis um 1965 auf rund 2 %. Die Spur N von Arnold hatte bereits 1965 einen Marktanteil von etwa 5 %, ein Wert, den ROKAL nie erreicht hatte. Zum beginnenden Niedergang der Rokal Modelleisenbahn trugen auch die Autorennbahnen (Slotcars) bei, die sich Mitte der 1960er Jahre gut verkauften. Alle Modellbahnhersteller verzeichneten damals Umsatzeinbußen.
1967 setzte in Deutschland eine leichte Rezession ein. Rokal brachte 1967 ein völlig neues Schienensystem heraus: Neusilbervollprofile statt der bisherigen rostenden Blechprofile.
Kahrmann setzte, auch in der Fahrzeugentwicklung, aus Kostengründen alle Aktivitäten auf Null. Rokal knüpfte Kontakte mit dem DDR-Hersteller Zeuke & Wegwerth, der seit einigen Jahren ebenfalls eine TT-Modellbahn anbot. Tatsächlich kam eine solche Zusammenarbeit 1968 kurzzeitig auch zustande: Zeuke & Wegwerth lieferte gegen Devisen Waggons, die ROKAL dann noch mit den hauseigenen Kupplungen und Radsätzen versah und unter eigenem Namen verkaufte.
Die letzte eigene Neuentwicklung von ROKAL war die E 03 (103) der DB, die 1968 zusammen mit den zweifarbigen TEE-Waggons vorgestellt und ausgeliefert wurde.
Doch gerade diese Lokomotive zeigte auch, dass ROKAL den Anschluss an die Konkurrenz – und hier gerade gegenüber der Spur N – verpasst hatte und auf einem Fertigungs- und Qualitätsniveau der 1950er Jahre stehengeblieben war. Die E 03 war etwas zu hoch geraten, wohl bedingt durch den verwendeten Standardmotor. Außerdem sah man deutlich einen Schlitz zwischen beweglicher Pufferbohle und Fahrzeugaufbau. Um die Lok auf Oberleitungsbetrieb umzuschalten, ragte unterhalb der Dachkante ein Hebel heraus, und die Beschwerungsgewichte waren im roten Seitenstreifen der Lok deutlich sichtbar von einer schwarzen Schraube fixiert.
Solche Mängel 1968 einem immer anspruchsvolleren Käuferpublikum auch noch mit dem Werbeslogan „Das ist genau die Spurweite, die bei einem Minimum an Raumanspruch ein Maximum an Vorbildtreue gestattet“ anzubieten, war wohl nicht vertrauensfördernd. Die hohen Preise passten nicht zur gebotenen Qualität und die Handelsspannen für die Händler waren relativ klein.
Auf der Spielwarenmesse 1970 war ROKAL erstmals nicht präsent. Gerüchte über finanzielle Probleme von ROKAL machten die Runde. Es war bekannt, dass ROKAL und die Firma Röwa Verkaufsgespräche geführt hatten, die abgebrochen worden waren.
ROKAL versandte Händlermitteilungen und schaltete Anzeigen, um Gerüchten zum Ende von ROKAL entgegenzutreten. In der Überschrift dieser Meldungen war zu lesen: „Die ROKAL-TT fährt nicht mehr. Wer sagt das?“ Tatsächlich stand ROKAL vor dem Aus. Noch während die „Wer sagt das?“-Kampagne lief, fror die Hausbank die Kredite von ROKAL ein, was die weiterlaufenden Verkaufsverhandlungen mit Röwa erschwerte.
Die Lösung sah dann so aus, dass ROKAL gegen eine 2/3-Beteiligung an Röwa alle Fertigungsmaschinen, Formen und das Know-how zu Röwa verbrachte. In den Jahren 1971 und 1972 schoss ROKAL nochmals insgesamt rund 1,5 Mio. DM als Barmittel auf Kreditbasis nach, doch Röwa konnte auch damit keine finanziell tragfähige TT-Produktion etablieren. Letztlich waren die 1,5 Mio. DM der Firma ROKAL an Liquidität entzogen. Die Beteiligung an Röwa stand zwar auf dem Papier, brachte aber kein Geld in die Kassen von ROKAL. 1974 ging ROKAL endgültig in Konkurs.
Der Konkursverwalter von ROKAL forderte von Röwa die ausstehenden Beteiligungsforderungen in Höhe von 1,8 Mio. DM zurück; diese konnte Röwa nicht aufbringen und meldete am 1. April 1975 selbst Konkurs an.

## Weitere Geschichte
Danach entstand in Lobberich die Rokal Armaturen GmbH; Geschäftsführer wurde der Diplom-Kaufmann Hans Kamp.